# Bestic AB

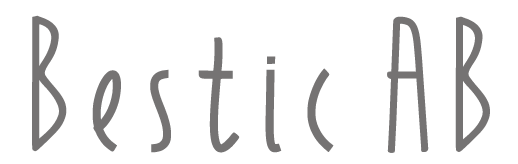

Bestic AB är ett innovativt företag som erbjuder hjälpmedel, utbildningar och verksamhetsutveckling inom måltidssituationen för äldre och personer med funktionsnedsättningar. Visionen är att skapa en självständig och positiv måltidsupplevelse för alla! Företaget grundades 2004 av Sten Hemmingsson som själv var i behov av ett äthjälpmedel på grund av en polioskada.
Bestic utvecklade sitt första äthjälpmedel i samarbete med Hjälpmedelsinstitutet, Robotdalen, Promobilia och SICS (Swedish Institute of Computer Science). Huvudkontoret ligger i Stockholm och tillverkning sker i Eskilstuna. VD för Bestic AB är Catharina Borgenstierna.
2016 köptes Bestic AB av företaget Brighter Two AB. Genom sammanslagning av verksamheterna bildades bolaget Camanio Care AB. Bestic AB är idag helägt dotterbolag till Camanio Care AB och bibehåller vissa immateriella tillgångar, medan tillverkning och försäljning sker inom ramen för Camanio Cares verksamhet.